# Shillong

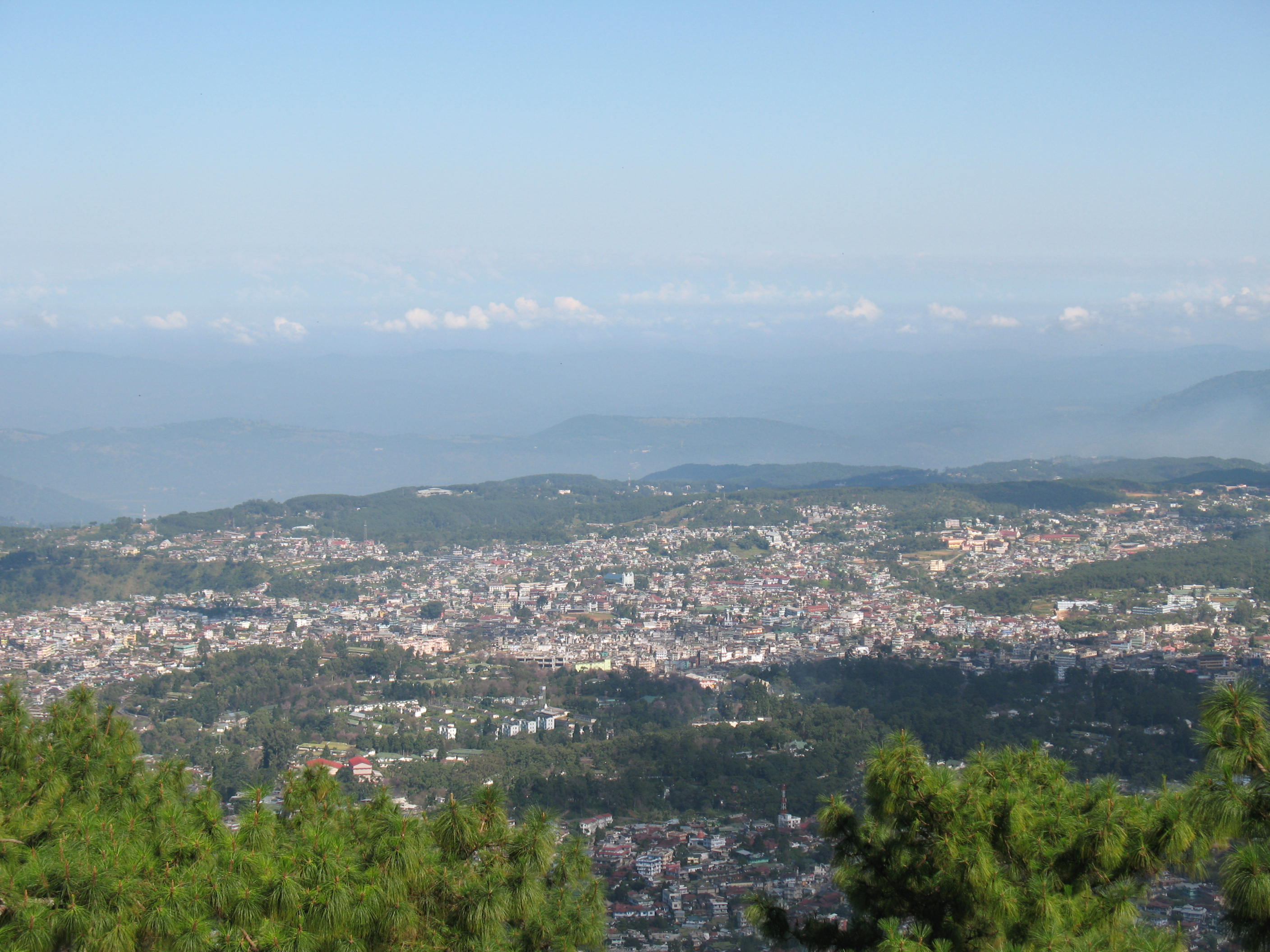
Hauptstadt Shillong des nordindischen Bundesstaates Meghalaya (2009)

Shillong oder Shilong ist die Hauptstadt des nordostindischen Bundesstaates Meghalaya. Die mittelgroße Stadt liegt in den Khasi-Bergen auf ungefähr 1500 Metern Höhe und hat etwa 143.000 Einwohner (Volkszählung 2011). Sie ist Verwaltungssitz des Verwaltungsdistrikts East Khasi Hills und beherbergt die 1973 gegründete North Eastern Hill University, ein seismologisches Observatorium sowie pharmazeutische Industrie.
Hier ist der Sitz des römisch-katholischen Erzbistums Shillong, das seit seiner Gründung 1934 bis 2019 von den Salesianern Don Boscos geführt wurde; derzeitiger Bischof ist seit 2021 Victor Lyngdoh. Teil des Don Bosco Centre for Indigenous Cultures (DBCIC: Don Bosco-Zentrum für indigene Kulturen) ist das Don Bosco Museum im Stadtteil Mawlai, es gilt als das flächenmäßig größte Museum Indiens. Das DBCIC umfasst Forschungen, Publikationen, Trainings- und Animationsprogramme in Bezug auf die Kulturen im Nordosten von Indien und der Umgebung.
Bis zur Herauslösung des indischen Bundesstaats Meghalaya aus dem großen Assam im Jahr 1972 war Shillong die Hauptstadt Assams, seit 1874 von der Britischen Ostindien-Kompanie ausgebaut als hill station und dann Residenzstadt.
Während der Monsunzeiten zwischen März und November ist Shillong besonders feucht und lichtarm, es liegt im Gebiet mit den weltweit größten Niederschlagsmengen (vergleiche den nahen Weltrekord-Ort Cherrapunji).
|                       | Jan  | Feb  | Mär  | Apr   | Mai   | Jun   | Jul   | Aug   | Sep   | Okt   | Nov  | Dez  |   |       |
| Mittl. Tagesmax. (°C) | 15,3 | 17,0 | 21,3 | 23,4  | 23,5  | 23,7  | 24,0  | 24,0  | 23,4  | 21,7  | 19,0 | 16,3 | ⌀ | 21,1  |
| Mittl. Tagesmin. (°C) | 4,4  | 6,5  | 10,7 | 13,8  | 15,3  | 17,3  | 18,0  | 17,7  | 16,5  | 13,3  | 8,8  | 5,3  | ⌀ | 12,3  |
|                       |      |      |      |       |       |       |       |       |       |       |      |      |   |       |
| Niederschlag (mm)     | 13,6 | 22,7 | 52,8 | 129,8 | 273,1 | 468,2 | 395,1 | 316,8 | 294,1 | 193,0 | 38,6 | 9,2  | Σ | 2207  |
|                       |      |      |      |       |       |       |       |       |       |       |      |      |   |       |
| Regentage (d)         | 2,9  | 3,3  | 6,9  | 13,1  | 21,4  | 24,2  | 24,5  | 23,5  | 22,1  | 12,5  | 4,4  | 2,1  | Σ | 160,9 |

| 4,4 |

| 6,5 |

| 10,7 |

| 13,8 |

| 15,3 |

| 17,3 |

| 18,0 |

| 17,7 |

| 16,5 |

| 13,3 |

| 8,8 |

| 5,3 |

| 4,4 |

| 6,5 |

| 10,7 |

| 13,8 |

| 15,3 |

| 17,3 |

| 18,0 |

| 17,7 |

| 16,5 |

| 13,3 |

| 8,8 |

| 5,3 |

## Persönlichkeiten
- Alan Macfarlane (* 1941), Anthropologe und Historiker